# よい子の玉手箱
『よい子の玉手箱』（よいこのたまてばこ）は、1954年9月13日から1956年1月16日までNHKテレビ（現・NHK総合テレビ）で放送されていた小学校低学年向けの学校放送（教科：道徳）である。全20回。

## 放送時間
いずれも日本標準時。
| 期間                          | 放送時間             |
| ----------------------------- | -------------------- |
| 1954年9月13日 - 1955年2月21日 | 月曜日 13:00 - 13:20 |
| 1955年5月30日 - 1956年1月16日 | 月曜日 11:35 - 11:55 |

## スタッフ
- 出演：柳沢よしたね
- 劇団：劇団かかし座、つみき座、劇団こまどり、テアトル・プッペ、和爾久仁子舞踊団、榊原舞踊研究所、石井洋子舞踊研究所

## 放送リスト
第14回と第15回との間に3か月の休止期間あり。第19回以降は不定期放送。
| 回 | 放送日         | タイトル               | 脚本     |
| -- | -------------- | ---------------------- | -------- |
| 1  | 1954年9月13日  |                        | 牧野朝子 |
| 2  | 1954年9月20日  |                        | 青木輝   |
| 3  | 1954年9月27日  | おまつり               | 牧野朝子 |
| 4  | 1954年10月4日  |                        | 小原昇   |
| 5  | 1954年10月11日 | ボクちゃんの遠足       | 青木輝   |
| 6  | 1954年10月18日 |                        | 牧野朝子 |
| 7  | 1954年10月25日 |                        | 井出英雄 |
| 8  | 1954年11月1日  |                        | 石川年   |
| 9  | 1954年11月15日 | 寒さはもうすぐ         | 青木輝   |
| 10 | 1954年11月29日 |                        | 牧野朝子 |
| 11 | 1955年1月10日  |                        | 青木輝   |
| 12 | 1955年1月31日  | 炭焼き                 | 本多想   |
| 13 | 1955年2月7日   | 風邪をひいたボクちゃん | 青木輝   |
| 14 | 1955年2月21日  | ゆき                   | 牧野朝子 |
| 15 | 1955年5月30日  | わすれもの             | 青木輝   |
| 16 | 1955年6月13日  | 今日もまた雨           | 青木輝   |
| 17 | 1955年6月27日  | ヒロちゃんのお家       | 青木輝   |
| 18 | 1955年7月11日  | もうすぐ夏休み         | 青木輝   |
| 19 | 1955年10月31日 | もうすぐてんらんかい   | 青木輝   |
| 20 | 1956年1月16日  | ねずみのもちつき       | 青木輝   |